# Хамбург
Хамбург, званично Слободни и ханзеатски град Хамбург (ннем. Friee un Hansestadt Hamborg), град је и држава у Немачкој, и други по величини немачки град, после Берлина. Осим тога, он је седми по величини град у Европској унији са популацијом од преко 1,84 милиона.
Хамбург је средиште метрополитанске регије Хамбург, једне од укупно једанаест таквих регија у Немачкој.

## Географија
Хамбург се налази у северној Немачкој на ушћу река Алстер и Била у Елбу, која се затим, након 110 km тока према северозападу улива у Северно море. Елба је у Хамбургу врло погодна природна лука са директним приступом од мора, а најпогоднија је њена јужна обала, насупрот градских четврти Св. Паули и Алтона. Обале су повезане мостовима, као и старим- и новим тунелом испод Елбе. Земља северно и јужно од Елбе је повишена наносима шљунка и песка од глечера за време леденог доба, то су неплодне површине. Обе стране Елбе су вековима плављене у време високих вода Северног мора, које су ту одлагале песак и муљ. У међувремену су са обе стране Елбе подигнути насипи. Стари насипи још подсећају на времена када су за време високих вода целе градске четврти биле поплављене.
У граду је на Алстеру направљена устава па је у самом центру речни ток претворен у проточно језеро подељено на два дела која су међусобно спојена. Ови делови се називају унутрашњим и спољним Алстером -   и  . Пуне их бројни канали оивичени великим паркиралиштима. Небројени пловни канали, речице и канали премошћени су са више од 2500 мостова. То чини Хамбург градом са највише мостова у Европи. Има их више него Венеција (400), Амстердам (1200) и Лондон заједно.
Данашње границе града Хамбурга постоје тек од 1. априла 1938. Након Берлина, то је и површином и бројем становника највећи град у Немачкој.
Северно од Елбе Хамбург граничи са Шлезвиг-Холштајном, а јужно од ње са Доњом Саксонијом.
Највиша узвисина Покрајине Хамбург је 116,1 m висок безимени врх у Хамбуршким брдима. У граду се налази Хамбургмузеум.

### Клима
Због близине мора и његовог утицаја, овде је клима блажа него у источној позадини. Најтоплији месец је јул са просјечних 17,0 °C, а најхладнији јануар са 0,0 °C. Али у најтоплијим месецима нису реткост ни температуре изнад 25 °C. Од 1990-их година — можда као последица глобалног отопљења — забележене су и температуре до 37,3 °C (9. август 1992). У години падне просечно 714 mm падавина а 52 дана годишње је Хамбург обавијен густом маглом. У зимским месецима могу бити и врло снажне олује. Клима је целу годину влажна. Најповољније време за посету Хамбургу је пролеће и почетак лета, но и тада се мора рачунати са кишом.
| Клима Хамбурга (Аеродром Хамбург), елевација: 15 m, 1981-2010 нормале            | Клима Хамбурга (Аеродром Хамбург), елевација: 15 m, 1981-2010 нормале | Клима Хамбурга (Аеродром Хамбург), елевација: 15 m, 1981-2010 нормале | Клима Хамбурга (Аеродром Хамбург), елевација: 15 m, 1981-2010 нормале | Клима Хамбурга (Аеродром Хамбург), елевација: 15 m, 1981-2010 нормале | Клима Хамбурга (Аеродром Хамбург), елевација: 15 m, 1981-2010 нормале | Клима Хамбурга (Аеродром Хамбург), елевација: 15 m, 1981-2010 нормале | Клима Хамбурга (Аеродром Хамбург), елевација: 15 m, 1981-2010 нормале | Клима Хамбурга (Аеродром Хамбург), елевација: 15 m, 1981-2010 нормале | Клима Хамбурга (Аеродром Хамбург), елевација: 15 m, 1981-2010 нормале | Клима Хамбурга (Аеродром Хамбург), елевација: 15 m, 1981-2010 нормале | Клима Хамбурга (Аеродром Хамбург), елевација: 15 m, 1981-2010 нормале | Клима Хамбурга (Аеродром Хамбург), елевација: 15 m, 1981-2010 нормале | Клима Хамбурга (Аеродром Хамбург), елевација: 15 m, 1981-2010 нормале |
| Показатељ \ Месец                                                                | .Јан.                                                                 | .Феб.                                                                 | .Мар.                                                                 | .Апр.                                                                 | .Мај.                                                                 | .Јун.                                                                 | .Јул.                                                                 | .Авг.                                                                 | .Сеп.                                                                 | .Окт.                                                                 | .Нов.                                                                 | .Дец.                                                                 | .Год.                                                                 |
| -------------------------------------------------------------------------------- | --------------------------------------------------------------------- | --------------------------------------------------------------------- | --------------------------------------------------------------------- | --------------------------------------------------------------------- | --------------------------------------------------------------------- | --------------------------------------------------------------------- | --------------------------------------------------------------------- | --------------------------------------------------------------------- | --------------------------------------------------------------------- | --------------------------------------------------------------------- | --------------------------------------------------------------------- | --------------------------------------------------------------------- | --------------------------------------------------------------------- |
| Апсолутни максимум, °C (°F)                                                      | 14,4 (57,9)                                                           | 17,2 (63)                                                             | 23,0 (73,4)                                                           | 29,7 (85,5)                                                           | 33,5 (92,3)                                                           | 34,6 (94,3)                                                           | 36,9 (98,4)                                                           | 37,3 (99,1)                                                           | 32,3 (90,1)                                                           | 26,1 (79)                                                             | 20,2 (68,4)                                                           | 15,7 (60,3)                                                           | 37,3 (99,1)                                                           |
| Максимум, °C (°F)                                                                | 3,5 (38,3)                                                            | 4,4 (39,9)                                                            | 8,0 (46,4)                                                            | 12,3 (54,1)                                                           | 17,5 (63,5)                                                           | 19,9 (67,8)                                                           | 22,1 (71,8)                                                           | 22,2 (72)                                                             | 17,9 (64,2)                                                           | 13,0 (55,4)                                                           | 7,5 (45,5)                                                            | 4,6 (40,3)                                                            | 13,2 (55,8)                                                           |
| Просек, °C (°F)                                                                  | 1,0 (33,8)                                                            | 1,6 (34,9)                                                            | 4,6 (40,3)                                                            | 7,8 (46)                                                              | 12,5 (54,5)                                                           | 15,2 (59,4)                                                           | 17,4 (63,3)                                                           | 17,4 (63,3)                                                           | 13,7 (56,7)                                                           | 9,5 (49,1)                                                            | 4,9 (40,8)                                                            | 2,3 (36,1)                                                            | 9,0 (48,2)                                                            |
| Минимум, °C (°F)                                                                 | −1,4 (29,5)                                                           | −1,2 (29,8)                                                           | 1,1 (34)                                                              | 3,3 (37,9)                                                            | 7,4 (45,3)                                                            | 10,5 (50,9)                                                           | 12,7 (54,9)                                                           | 12,5 (54,5)                                                           | 9,6 (49,3)                                                            | 6,0 (42,8)                                                            | 2,4 (36,3)                                                            | 0,0 (32)                                                              | 6,2 (43,2)                                                            |
| Апсолутни минимум, °C (°F)                                                       | −22,8 (−9)                                                            | −29,1 (−20,4)                                                         | −15,3 (4,5)                                                           | −7,1 (19,2)                                                           | −5,0 (23)                                                             | 0,6 (33,1)                                                            | 3,4 (38,1)                                                            | 1,8 (35,2)                                                            | −1,2 (29,8)                                                           | −7,1 (19,2)                                                           | −15,4 (4,3)                                                           | −18,5 (−1,3)                                                          | −29,1 (−20,4)                                                         |
| Количина кише, mm (in)                                                           | 67,8 (2,669)                                                          | 49,9 (1,965)                                                          | 67,7 (2,665)                                                          | 43,0 (1,693)                                                          | 57,4 (2,26)                                                           | 78,6 (3,094)                                                          | 76,7 (3,02)                                                           | 78,9 (3,106)                                                          | 67,4 (2,654)                                                          | 67,0 (2,638)                                                          | 69,2 (2,724)                                                          | 68,9 (2,713)                                                          | 792,6 (31,205)                                                        |
| Дани са кишом (≥ 1.0 mm)                                                         | 12,1                                                                  | 9,2                                                                   | 11,3                                                                  | 8,9                                                                   | 9,6                                                                   | 11,3                                                                  | 11,4                                                                  | 10,2                                                                  | 10,8                                                                  | 10,5                                                                  | 11,7                                                                  | 12,4                                                                  | 129,4                                                                 |
| Сунчани сати — месечни просек                                                    | 46,9                                                                  | 69,0                                                                  | 108,8                                                                 | 171,6                                                                 | 223,4                                                                 | 198,7                                                                 | 217,5                                                                 | 203,1                                                                 | 144,6                                                                 | 107,9                                                                 | 53,0                                                                  | 37,4                                                                  | 1.581,9                                                               |
| UV индекс                                                                        | 0                                                                     | 1                                                                     | 2                                                                     | 4                                                                     | 5                                                                     | 6                                                                     | 6                                                                     | 5                                                                     | 4                                                                     | 2                                                                     | 1                                                                     | 0                                                                     | 3                                                                     |
| Извор: WMO (UN), DWD and Weather Atlas View climate chart 1986-2016 or 1960-1990 |                                                                       |                                                                       |                                                                       |                                                                       |                                                                       |                                                                       |                                                                       |                                                                       |                                                                       |                                                                       |                                                                       |                                                                       |                                                                       |

| Клима Хамбурга (Аеродром Хамбург), елевација: 15 m, 1961-1990 нормале и екстреми | Клима Хамбурга (Аеродром Хамбург), елевација: 15 m, 1961-1990 нормале и екстреми | Клима Хамбурга (Аеродром Хамбург), елевација: 15 m, 1961-1990 нормале и екстреми | Клима Хамбурга (Аеродром Хамбург), елевација: 15 m, 1961-1990 нормале и екстреми | Клима Хамбурга (Аеродром Хамбург), елевација: 15 m, 1961-1990 нормале и екстреми | Клима Хамбурга (Аеродром Хамбург), елевација: 15 m, 1961-1990 нормале и екстреми | Клима Хамбурга (Аеродром Хамбург), елевација: 15 m, 1961-1990 нормале и екстреми | Клима Хамбурга (Аеродром Хамбург), елевација: 15 m, 1961-1990 нормале и екстреми | Клима Хамбурга (Аеродром Хамбург), елевација: 15 m, 1961-1990 нормале и екстреми | Клима Хамбурга (Аеродром Хамбург), елевација: 15 m, 1961-1990 нормале и екстреми | Клима Хамбурга (Аеродром Хамбург), елевација: 15 m, 1961-1990 нормале и екстреми | Клима Хамбурга (Аеродром Хамбург), елевација: 15 m, 1961-1990 нормале и екстреми | Клима Хамбурга (Аеродром Хамбург), елевација: 15 m, 1961-1990 нормале и екстреми | Клима Хамбурга (Аеродром Хамбург), елевација: 15 m, 1961-1990 нормале и екстреми |
| Показатељ \ Месец                                                                | .Јан.                                                                            | .Феб.                                                                            | .Мар.                                                                            | .Апр.                                                                            | .Мај.                                                                            | .Јун.                                                                            | .Јул.                                                                            | .Авг.                                                                            | .Сеп.                                                                            | .Окт.                                                                            | .Нов.                                                                            | .Дец.                                                                            | .Год.                                                                            |
| -------------------------------------------------------------------------------- | -------------------------------------------------------------------------------- | -------------------------------------------------------------------------------- | -------------------------------------------------------------------------------- | -------------------------------------------------------------------------------- | -------------------------------------------------------------------------------- | -------------------------------------------------------------------------------- | -------------------------------------------------------------------------------- | -------------------------------------------------------------------------------- | -------------------------------------------------------------------------------- | -------------------------------------------------------------------------------- | -------------------------------------------------------------------------------- | -------------------------------------------------------------------------------- | -------------------------------------------------------------------------------- |
| Апсолутни максимум, °C (°F)                                                      | 12,8 (55)                                                                        | 16,7 (62,1)                                                                      | 23,0 (73,4)                                                                      | 29,7 (85,5)                                                                      | 29,2 (84,6)                                                                      | 32,7 (90,9)                                                                      | 33,2 (91,8)                                                                      | 34,8 (94,6)                                                                      | 30,3 (86,5)                                                                      | 24,0 (75,2)                                                                      | 20,2 (68,4)                                                                      | 15,7 (60,3)                                                                      | 34,8 (94,6)                                                                      |
| Максимум, °C (°F)                                                                | 2,7 (36,9)                                                                       | 3,8 (38,8)                                                                       | 7,2 (45)                                                                         | 11,9 (53,4)                                                                      | 17,0 (62,6)                                                                      | 20,2 (68,4)                                                                      | 21,4 (70,5)                                                                      | 21,6 (70,9)                                                                      | 18,0 (64,4)                                                                      | 13,3 (55,9)                                                                      | 7,6 (45,7)                                                                       | 4,0 (39,2)                                                                       | 12,39 (54,31)                                                                    |
| Просек, °C (°F)                                                                  | 0,5 (32,9)                                                                       | 1,1 (34)                                                                         | 3,7 (38,7)                                                                       | 7,3 (45,1)                                                                       | 12,2 (54)                                                                        | 15,5 (59,9)                                                                      | 16,8 (62,2)                                                                      | 16,6 (61,9)                                                                      | 13,5 (56,3)                                                                      | 9,7 (49,5)                                                                       | 5,1 (41,2)                                                                       | 1,9 (35,4)                                                                       | 8,66 (47,59)                                                                     |
| Минимум, °C (°F)                                                                 | −2,2 (28)                                                                        | −1,8 (28,8)                                                                      | 0,4 (32,7)                                                                       | 3,0 (37,4)                                                                       | 7,2 (45)                                                                         | 10,4 (50,7)                                                                      | 12,2 (54)                                                                        | 11,9 (53,4)                                                                      | 9,4 (48,9)                                                                       | 6,3 (43,3)                                                                       | 2,5 (36,5)                                                                       | −0,7 (30,7)                                                                      | 4,88 (40,78)                                                                     |
| Апсолутни минимум, °C (°F)                                                       | −20,8 (−5,4)                                                                     | −18,7 (−1,7)                                                                     | −13,8 (7,2)                                                                      | −6,5 (20,3)                                                                      | −2,2 (28)                                                                        | 0,6 (33,1)                                                                       | 4,2 (39,6)                                                                       | 1,8 (35,2)                                                                       | −0,6 (30,9)                                                                      | −3,3 (26,1)                                                                      | −15,4 (4,3)                                                                      | −18,5 (−1,3)                                                                     | −20,8 (−5,4)                                                                     |
| Количина падавина, mm (in)                                                       | 61,0 (2,402)                                                                     | 41,0 (1,614)                                                                     | 56,0 (2,205)                                                                     | 51,0 (2,008)                                                                     | 57,0 (2,244)                                                                     | 74,0 (2,913)                                                                     | 82,0 (3,228)                                                                     | 70,0 (2,756)                                                                     | 70,0 (2,756)                                                                     | 63,0 (2,48)                                                                      | 71,0 (2,795)                                                                     | 72,0 (2,835)                                                                     | 768 (30,236)                                                                     |
| Дани са падавинама (≥ 1.0 mm)                                                    | 12,0                                                                             | 9,0                                                                              | 11,0                                                                             | 10,0                                                                             | 10,0                                                                             | 11,0                                                                             | 12,0                                                                             | 11,0                                                                             | 11,0                                                                             | 10,0                                                                             | 12,0                                                                             | 12,0                                                                             | 131                                                                              |
| Сунчани сати — месечни просек                                                    | 42,2                                                                             | 67,0                                                                             | 104,7                                                                            | 160,7                                                                            | 216,8                                                                            | 221,8                                                                            | 206,7                                                                            | 207,3                                                                            | 141,1                                                                            | 100,7                                                                            | 53,0                                                                             | 35,2                                                                             | 1.557,2                                                                          |
| Извор: NOAA                                                                      |                                                                                  |                                                                                  |                                                                                  |                                                                                  |                                                                                  |                                                                                  |                                                                                  |                                                                                  |                                                                                  |                                                                                  |                                                                                  |                                                                                  |                                                                                  |

## Историја

### Административна подела
Хамбург је подељен на седам округа:
| Округ     | Име на немачком | Становништво 31. дец. 2006. | Површина у |  |
| --------- | --------------- | --------------------------- | ---------- |  |
| Алтона    |                 | 246.936                     | 78,3       |  |
| Бергедорф |                 | 118.789                     | 154,8      |  |
| Еимсбител |                 | 248.233                     | 50,1       |  |
| Харбург   |                 | 200.134                     | 161        |  |
| Центар    |                 | 238.257                     | 107,1      |  |
| Север     |                 | 283.246                     | 57,8       |  |
| Вандсбек  |                 | 408.032                     | 147,5      |  |

Сваки округ има свој парламент који се у Хамбургу зове окружна скупштина. Те окружне скупштине правно имају статус управног тела са врло ограниченим надлежностима. Сваки округ је подељен на више четврти којих је укупно у граду 104. Неким четвртима у непосредној близини седишта окружних скупштина управљају директно скупштине, док за друге четврти постоје тзв. месни уреди, укупно их је 15.

## Становништво
С обзиром да је Хамбург био поштеђен разарања у време Тридесетогодишњег рата, у 17. веку је био највећи немачки град.
Непосредно пре почетка Другог светског рата Хамбург је већ имао 1,68 милиона становника (1939).
Највећи број становника, 1,9 милиона, Хамбург је достигао 1964. године. Након тога почиње субурбанизовање Хамбурга и до 1986. се број становника смањује на 1,6 милиона. Иза тога становништво поново расте, тако да је број нарастао на 1.742.846 (стање: 1. август 2005) За следећих 20 година се предвиђа даљи пораст становништва, према средњој варијанти ће нарасти поново до око 2 милиона. Тиме би Хамбург био најбрже растућа немачка метропола.
Становништво је мултикултурално. 14,9% (255.070 у децембру 2004) становника има страни пасош, а по неким проценама скоро 130.000 немачких грађана Хамбурга су иностраног порекла.
Старосна структура:
- млађи од 18 година: 16,1%
- 18-60 година: 60,0%
- више од 60 година: 23,9%

### Религија
Од времена реформације град има евангеличко-лутеранско обележје (37% становништва 2002). Због положаја важне луке, Хамбург је одавно врло отворен свим конфесијама. Тако је 1834. овде основана прва немачка баптистичка заједница. Осим тога, од 1995. овде је и седиште римокатоличке Хамбуршке надбискупије. Удео римокатоличког становништва је 10,3%. Осим тога, од 1960-их је значајан удео муслиманског становништва, а постоји и врло активна јеврејска заједница.

### Језик
До дубоко у 19. век, нисконемачки језик је био једини језик којим се говорило у Хамбургу. Од раније је високонемачки био језик којим се писало, а до средине 20. века је углавном истиснуо нисконемачки и у свакодневном говору.
Од времена великог таласа усељавања 1960-их су се у граду створила „језичка острва“ јер су се досељеници често насељавали у истим деловима града, тако да данас постоји „португалска четврт“ где превладава португалски, док турски и курдски превладавају у Алтони и Вилхелмсбургу.

## Партнерски градови
- Чикаго, Илиноис, САД, од 1994
- Дрезден, Саксонија, Немачка, од 1987
- Леон, Никарагва, од 1989
- Марсељ, Француска, од 1958
- Осака, Јапан, од 1989
- Праг, Чешка, од 1990
- Шангај, Кина, од 1986
- Санкт Петербург, Русија, од 1957

## Галерија
- Поглед на Хамбург из ваздуха
- Градски канали
- Поглед на Хамбург и језеро
- Лука Хамбург
- Мост на Елби (Харбургер)
- Црква светог Михаила
- Музикхале
- Чилехаус
- Железничка станица